# Mariusz Domaradzki
Mariusz Domaradzki (ur. 15 września 1980 w Gdyni), znany również jako Trufel – polski muzyk, kompozytor i gitarzysta. Absolwent XIV Liceum Ogólnokształcącego w Gdyni. Domaradzki znany jest przede wszystkim z wieloletnich występów w formacji Yattering. Z zespołem nagrał trzy albumy studyjne Murder’s Concept (2000), Genocide (2003) oraz III (2005). W 2003 roku dołączył do zespołu Azarath, w którym zastąpił Andrzeja Zdrojewskiego. W styczniu 2011 roku opuścił formację.
W 2006 roku wraz z perkusistą Dariuszem Brzozowskim powołał grupę Masachist. Debiutancki album zespołu zatytułowany Death March Fury ukazał się w 2009 roku. Również w 2006 roku Domaradzki jako muzyk koncertowy współpracował z grupą Shadows Land.
Poza działalnością muzyczną Domaradzki od dzieciństwa trenuje karate. Jest prezesem klubu sportowego Gokken oraz licencjonowanym trenerem shōtōkan. Posiada 3 dan.

## Dyskografia
| Yattering - Murder’s Concept (2000, Season of Mist) - Creative Chaos (VHS, 2000, Metal Mind Productions) - Genocide (2003, Candlelight Records) - III (2005, Chaos III Production) |  | Azarath - Diabolic Impious Evil (2006, Pagan Records) - Praise the Beast (2009, Agonia Records, Deathgasm Records) |

## Sukcesy sportowe
- 2009 XII Puchar Polski Karate organizacji PFKS, 3 miejsce w kat. seniorów do 75 kg[9]
- 2010 XII Mistrzostwa Świata w Karate Shōtōkan organizacji FSKA, 2 miejsce w kat. seniorów do 75 kg[10]

## Nagrody i wyróżnienia
| Rok  | Kategoria                                      | Nagroda                          | Nota      |
| ---- | ---------------------------------------------- | -------------------------------- | --------- |
| 2010 | Najlepszy album (Azarath - Praise the Beast)   | Podsumowanie Musicarena.pl, 2009 | 9 miejsce |
| 2010 | Najlepszy album (Masachist - Death March Fury) | Podsumowanie Musicarena.pl, 2009 | 6 miejsce |